# Ricky Evans
Ricky Evans (* 23. června 1960) je velšský ragbista. Narodil se v obci Aberporth na západě Walesu. Hrál za klub Llanelli RFC. V letech 1993 až 1995 byl členem Velšské ragbyové reprezentace. Později hrál za Cardigan RFC. Jeho manželka Anjelica Evans byla australská modelka. Jeho syn Owen Evans rovněž hrál ragby. Konvertoval k buddhismu.